# 小金丸泰仙
小金丸 泰仙（こがねまる たいせん、1955年10月9日 - ）は、日本の高野山真言宗の僧侶、書家。専門は慈雲尊者の思想。不傳塾主宰。　

## 人物
福岡県福岡市東区生まれ。福岡県立福岡高等学校卒業。1975年に高野山で出家し、1978年、高野山大学文学部密教学科卒業。1981年高野山大学仏教研究科仏教学専攻修士課程修了。田中順照に師事し、空観・唯識・華厳・禅を学ぶ。
1985年より、不傳塾で慈雲尊者の法語の講義と書の指導を行う。

## 著作リスト
- 『慈庵墨塵帖』Ⅰ（慈庵、1986年）
- 『慈庵墨塵帖』Ⅱ（慈庵、1995年）
- 『慈雲尊者に学ぶ『正法眼蔵』「現成公案」巻』（大法輪閣、2009年）
- 『慈雲尊者の『十善法語』を読む』（大法輪閣、2020年）
- 『慈雲尊者の仏法 -この世のまことを生きる-』（NHK出版、2020年）
- 『金剛経の真髄-金剛般若経講解を読む-』（禅文化研究所、2023年）
- 『慈雲尊者 - 人となる道 -現代語訳と注解-』（大法輪閣、2024年）

編書
『慈雲尊者の言葉』（慈庵、1989年）
校注
『十善法語 改訂版』（大法輪閣、2018年）
論文
- CiNii>小金丸泰仙

## 出演
- 2010年7月　NHK ラジオ第二放送「宗教の時間」　テーマ「慈雲尊者のことば」
- 2012年6月　NHK Eテレ「こころの時代」　テーマ「安らぎの世界へ」
- 2016年10月　NHK Eテレ「こころの時代」　テーマ「人として生きる」
- 2020年10月～2021年3月　NHKラジオ第二放送「宗教の時間」　テーマ「慈雲尊者の仏法　この世のまことを生きる」
- 2021年1月〜2月　FMはしもと｢ラジオ寺小屋・高野山」第251回　第252回